# Test Minimental
El test Minimental o escala Minimental (de l'anglès Mini-Mental State Examination, abreviat com MMSE) o test de Folstein és un qüestionari amb 30 punts que s'utilitza àmpliament en la pràctica clínica i d'investigació per al mesurament del deteriorament cognitiu. S'utilitza comunament en medicina per a la detecció de la demència. També s'utilitza per estimar la severitat i la progressió del deteriorament cognitiu i per seguir el curs dels canvis cognitius en un individu amb el temps; per la qual cosa és una manera eficaç de document de resposta d'un individu al tractament. El propòsit del MMSE no és, per si sol, proporcionar un diagnòstic per a qualsevol entitat nosològica en particular.